# Nicolae Proca
Nicolae Proca (* 13. Dezember 1925 in Slănic; † 9. Juli 2007) war ein rumänischer Fußballspieler und -trainer.

## Sportlicher Werdegang
Proca debütierte Ende der 1940er Jahre unter Trainer Silviu Ploeșteanu für Steagul Roșu Brașov. Mit dem Klub stieg er 1956 in die Divizia A auf, in der Spielzeit 1959/60 gelang als Vizemeister hinter Steaua Bukarest der größte Erfolg der Vereinsgeschichte in der nationalen Meisterschaft. Im folgenden Jahr gewann er mit der Mannschaft die erste Ausgabe des Balkanpokals.
Nach seinem Karriereende 1961 assistierte Proca zunächst Ploeșteanu, den er 1968 nach dessen Abgang zum unterklassig antretenden Ortsrivalen Tractorul Brașov aufgrund des Erstligaabstiegs als Cheftrainer beerbte. Im Saisonverlauf der Zweitliga-Spielzeit 1968/69 ersetzte ihn Valentin Stănescu, unter dessen Leitung der Klub zum Saisonende wieder in die Erstklassigkeit aufstieg. Im Sommer 1971 ging Stănescu zu Steaua Bukarest, erneut wurde Proca in die Verantwortung genommen. In der Spielzeit 1973/74 noch Tabellendritter und damit für den Europapokal qualifiziert, verpasste er in der folgenden Saison den Klassenerhalt und wurde erneut von seinen Aufgaben entbunden.
Später betreute Proca Tractorul Brașov, 2004 wurde er Berater des Lokalkonkurrenten Forex Brașov.